# Calyptocephala nigricornis
Calyptocephala nigricornis es un coleóptero de la familia Chrysomelidae.
Fue descrita científicamente por primera vez en 1824 por Germar.